# Pseudobunaea bjornstadi
Pseudobunaea bjornstadi is een vlinder uit de familie nachtpauwogen (Saturniidae). De wetenschappelijke naam van de soort is voor het eerst geldig gepubliceerd in 2006 door Thierry Bouyer.

## Type
- holotype: "male, 19.X.1990, leg. A. Bjørnstad"
- instituut: MRAC, Tervuren, België
- typelocatie: "Tanzania, Kibondo District, 11 km S of bridge over Malagarasi River, 1100 m"